# Angioma stellare
L'angioma stellare è una teleangectasia caratterizzata dalla comparsa sulla cute di una macula rossastra dalla forma simile a quella di una ragnatela.

## Epidemiologia
È un tipo di teleangectasia benigna comune essendo presente nel 10-15% degli adulti e dei bambini sani. Sono più comuni nel sesso femminile e non vi sono differenze nell'incidenza tra le varie etnie. L'angioma stellare si riscontra in circa il 75% delle donne in gravidanza, in particolare durante l'ultimo trimestre, ed è più comune in quelle che fanno uso di pillola anticoncezionale. Sembra infatti che gli estrogeni svolgano un ruolo importante nella patogenesi inducendo la vasodilatazione dell'arteriola centrale. È una lesione molto comune nei pazienti affetti da epatopatie croniche come la cirrosi epatica e da tireotossicosi.

## Istologia
L'angioma ragno è costituito da un'arteriola centrale ascendente, a spirale e dalle pareti spesse che sbocca in un'ampolla a pareti sottili posta appena sotto l'epidermide, nel derma papillare. A partire dall'ampolla una rete di capillari si ramifica in senso radiale e verso la periferia. L'alta pressione presente all'interno dell'arteriola (che può raggiungere i 40 mmHg) fa fluire il sangue verso l'ampolla, quindi nei capillari.

## Clinica
Si tratta di lesioni vascolari rossastre a rapida insorgenza, con un aspetto a ragnatela, singole o multiple, dal diametro solitamente di 1-1,5 mm, con l'arteriola centrale che può essere lievemente in rilievo rispetto al piano dell'epidermide. Negli epatopatici tendono essere multiple, assumere dimensioni maggiori e localizzarsi anche in sedi atipiche. Quando l'arteriola centrale viene compressa alla diascopia, la cute si sbianca (blanching) e la lesione svanisce temporaneamente, ritornando non appena la pressione viene rimossa. Insorge prevalentemente nella metà superiore del corpo, in particolare al di sopra di una linea ideale che unisce i due capezzoli, nelle aree vascolarizzate dalla vena cava superiore e dalle sue ramificazioni. Nei bambini può insorgere comunemente alle dita delle mani, talvolta in sede di trauma. Raramente può verificarsi sulla mucosa labiale. Sono asintomatiche ma possono determinare un lieve sanguinamento in seguito a trauma.

## Diagnosi
La diagnosi è clinica e solitamente non pone problemi dato il loro aspetto caratteristico che li distingue da qualsiasi altra lesione vascolare.
Nei pazienti che presentano lesioni multiple, di grandi dimensioni o in sedi atipiche e che non sono a conoscenza di una patologia sottostante, si devono effettuare esami ematici (emocromo, urea ed elettroliti, funzionalità epatica e tiroidea, sierologia per epatiti virali). Nel caso in cui vi siano alterazioni suggestive per patologia epatica o tiroidea si deve approfondire con un'ecografia.

## Terapia
Sono lesioni benigne e non è necessario alcun intervento terapeutico in quanto in buona parte si risolvono spontaneamente nei pazienti sani, al termine della gravidanza o in seguito a miglioramento o risoluzione dell'epatopatia. Se presente, deve essere trattata la patologia sottostante. Nei pazienti che desiderano rimuoverli per ragioni cosmetiche si può ricorrere ad uno dei seguenti trattamenti:
- Elettrocauterizzazione: è una metodica che presenta il rischio di cicatrici depresse in caso di sovratrattamento e di recidiva se non adeguatamente trattate
- Laser KTP 532 nm: molto efficace, evita il rischio di una porpora post-trattamento[4]
- Dye laser pulsato 585 nm: efficace, non determina cicatrici, ma tende a determinare porpora post-trattamento e vi è un maggior rischio di recidiva[5]